# 伊奥拉尼書院
伊奥拉尼書院（Iolani School）是一所位于美国夏威夷火奴鲁鲁的私立预科学校，在校学生达1800人。1863年，英国圣公会神父William R. Scott建立。该学校曾得到夏威夷国王卡美哈梅哈四世资助。1870年代，该校为男子学校，条件较为优越，学费是当时普通学校的三倍左右。中华民国国父孙中山曾于1879年9月下旬开始在此学习，1882年9月毕业。